# Tony Robertson
Darryl Robertson, detto Tony (Detroit, 1º gennaio 1956), è un ex cestista statunitense, professionista nella NBA.

## Carriera
Venne selezionato dai Los Angeles Lakers al quarto giro del Draft NBA 1977 (88ª scelta assoluta).